# Feylinia macrolepis
Feylinia macrolepis är en ödleart som beskrevs av  Oskar Boettger 1887. Feylinia macrolepis ingår i släktet Feylinia och familjen skinkar. Inga underarter finns listade i Catalogue of Life.
Arten förekommer i Kongo-Brazzaville och Centralafrikanska republiken. Honor lägger inga ägg utan föder levande ungar.